# Тогашево
Тога́шево (рос. Тогашево, марій. Вӱтламарий) — присілок у складі Кілемарського району Марій Ел, Росія. Входить до складу Кум'їнського сільського поселення.

## Населення
Населення — 6 осіб (2010; 28 у 2002).
Національний склад (станом на 2002 рік):
- марі — 50 %
- росіяни — 50 %